# Karen McCarthy
Karen McCarthy (ur. 18 marca 1947 w Haverhill, zm. 5 października 2010 w Overland Park) – amerykańska polityczka, członkini Partii Demokratycznej.

## Działalność polityczna
W okresie od 3 stycznia 1995 do 3 stycznia 2005 przez pięć kadencji była przedstawicielką 5. okręgu wyborczego w stanie Missouri w Izbie Reprezentantów Stanów Zjednoczonych.